# Lamprecht (Name)
Lamprecht ist ein alter deutscher männlicher Vorname sowie ein Familienname.

## Herkunft
Lamprecht setzt sich aus althochdeutsch lant „Land, Besitz“ und beraht „glänzend“ zusammen.

## Namensvarianten
- Lambert
- Lampert
- Lambrecht
- Lambertus (latinisiert)

Darüber hinaus sind die Verwandtschaft zu Adalbert, Albert, Adalbrecht und Albrecht zu beachten.

## Namensträger

### Personen als Träger des Vornamens
- Lambertus (635–705), Bischof Lamprecht von Maastricht
- Lamprecht von Brunn (* um 1320/1330; † 1399), von 1374 bis 1398/1399 Fürstbischof des Hochstiftes Bamberg
- Lamprecht von Regensburg, Dominikaner im 13. Jahrhundert
- Lamprecht (der Pfaffe), mittelalterlicher Dichter

### Personen als Träger des Familiennamens
- Lamprecht (Adelsgeschlecht), fränkisches Rittergeschlecht, Lampert (Adelsgeschlecht)

- Anton Lamprecht (1901–1984), deutscher Maler
- Axel Lamprecht (* 1956), deutscher Wirtschaftsinformatiker und Hochschullehrer
- Bettina Lamprecht (* 1977), deutsche Schauspielerin
- Bernd Lamprecht (* 1976), österreichischer Lungenarzt
- Carl Hermann Lamprecht (1840–1881), deutscher Politiker und Bürgermeister von Siegen
- Carlo Lamprecht, Schweizer Politiker, Staatsrat Genf
- Christopher Lamprecht (* 1985), deutscher Fußballspieler
- Dietrich Gottfried Lamprecht (1726–1798), Jurist und Ratsherr der Hansestadt Lübeck
- Diedrich Philipp August Lamprecht (1796–1882), deutscher Verwaltungsjurist und Bürgermeister von Bergedorf
- Ebba Lamprecht (* 1963), deutsche Architektin
- Eduard Lamprecht (1816–1884), deutscher Lehrer und Redakteur
- Erich Lamprecht (1926–2003), deutscher Mathematiker und Hochschullehrer
- Frank Lamprecht (* 1968), deutscher Schachspieler, -trainer und -autor
- Franz Lamprecht (General) (1864–nach 1918), deutscher Generalmajor
- Franz Lamprecht (Verleger) (1920–2007), Schweizer Verlagsleiter und Lektor
- Franz Lamprecht (Dirigent) (* 1951), deutscher Chorleiter und Dirigent
- Friedhelm Lamprecht (1941–2017), deutscher Neurologe und Psychosomatiker
- Friedrich Lamprecht (1893–1941), deutscher Geologe und Bergsteiger
- Friedrich Daniel Lamprecht (1687–1772), deutscher lutherischer Theologe
- Fritz Lamprecht (Schauspieler) (1883–1941), Schauspieler
- Fritz Lamprecht (Mediziner) (1892–1945), deutscher Maler und Arzt
- Fritz Lamprecht (Admiral) (1893–1961), deutscher Vizeadmiral
- Georg Friedrich von Lamprecht (1759–1810), Jurist, Wirtschaftswissenschaftler, Domänenrat
- Gerhard Lamprecht (1897–1974), deutscher Filmschaffender
- Gottfried Lamprecht (* 1948), österreichischer Fußballspieler
- Günter Lamprecht (1930–2022), deutscher Schauspieler
- Hans Lamprecht (1919–2012), schweizerisch-deutscher Forstwissenschaftler
- Harald Lamprecht (Kameramann) (* 1968), österreichischer Kameramann
- Harald Lamprecht (* 1970), deutscher evangelischer Theologe und Sektenbeauftragter
- Helmut Lamprecht (1925–1997), deutscher Rundfunkredakteur und Lyriker
- Hermann Lamprecht (1846–1909), deutscher Unternehmer und Erfinder
- Jakob Friedrich Lamprecht (1704–1744), deutscher Schriftsteller und Journalist
- Johann Ev. Lamprecht (1816–1895), österreichischer Geistlicher, Heimatforscher und Kartograph
- Jürg Lamprecht (1941–2000), Schweizer Biologe
- Karl Lamprecht (1856–1915), deutscher Historiker
- Luis Lamprecht (* 1946), deutscher Schauspieler
- Lukas Lamprecht (1869–1941), österreichischer Mundartschriftsteller und Komponist
- Lutz Fischer-Lamprecht (* 1967), Grossrat im Kanton Aargau
- Marius Lamprecht (* 1990), deutscher Theater- und Filmschauspieler
- Paul Daniel Lamprecht (1755–1832), deutscher Jurist und Domherr
- Philipp Lamprecht (* 1970), deutscher Rechtswissenschaftler
- Philipp Caspar Lamprecht (1695–1757), Advokat und Ratsherr der Hansestadt Lübeck
- Rolf Lamprecht (1930–2022), deutscher Journalist und Buchautor
- Rudolf Lamprecht (Mediziner) (1781–1860), österreichischer Chirurg und Gynäkologe/Geburtshelfer
- Rudolf Lamprecht (Architekt) (* 1946), österreichischer Architekt und Lichtplaner
- Sabine Lamprecht (1967–2006), Südtiroler Model
- Seppl Lamprecht (1969–2010), Südtiroler Politiker
- Stefan Lamprecht (1982–1995), deutscher Schüler, Mordopfer, siehe Mordfall Stefan Lamprecht
- Stephan Lamprecht (* 1968), deutscher Autor
- Torsten Lamprecht (1968–1992), deutsches Mordopfer rechtsextremistischer Jugendlicher
- Walther Lamprecht (* 1924), deutscher Ordinarius für Klinische Biochemie und Physiologische Chemie
- Wilhelm Lamprecht (1838–1922), deutscher Kunstmaler
- Wolfgang Lamprecht (Soldat) (* 1935), deutscher Soldat
- Wolfgang Lamprecht (Mediziner) (* 1940), Chirurg und Hochschullehrer
- Wolfgang Lamprecht (Publizist) (* 1964), österreichischer Kulturpromotor, Content Curator, Science Citizen und Autor